# 王魁
王魁（1931年—），辽宁新民人，中国田径教练员，培养了竞走奥运冠军陈跃玲及世界冠军徐永久、阎红、王妍等。1989年被评为建国40年以来杰出教练员。